# John Silver

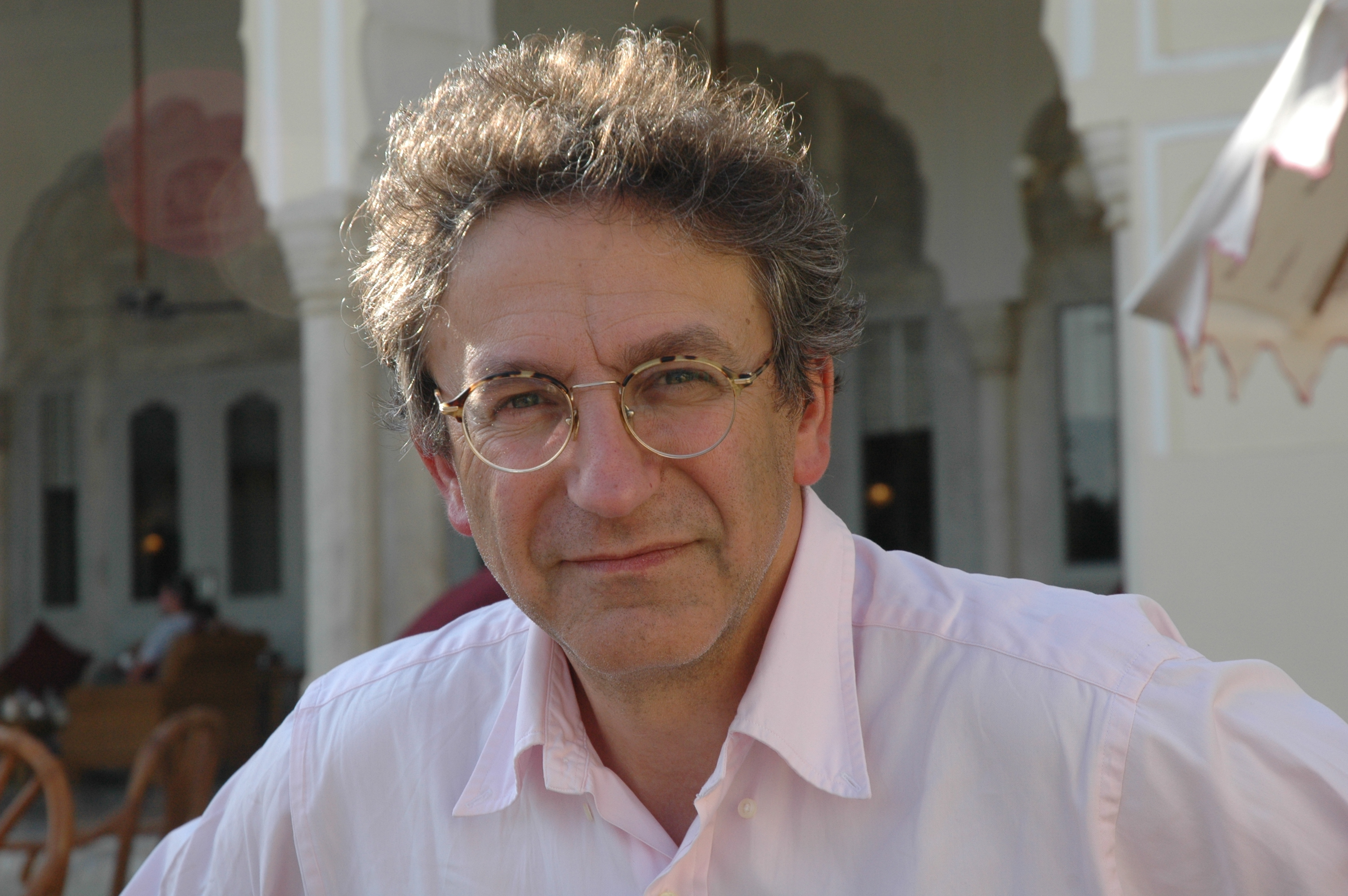

John Silver (ur. w 1950 r.) – drugi perkusista brytyjskiego zespołu Genesis, który zastąpił Chrisa Stewarta w czerwcu 1968 roku. Uczestniczył w nagraniu pierwszego albumu grupy From Genesis to Revelation i był jej członkiem przez rok, do września 1969 roku, kiedy wyjechał na studia do USA i został zastąpiony przez Johna Mayhew.
Muzycy zespołu Anthony Philips i Mike Rutherford skomponowali na jego pożegnanie piosenkę Silver Song, która jednak nigdy nie została wydana na oficjalnej płycie. Wersja demo utworu dostępna jest tylko na kompaktowej reedycji albumu Philipsa Private Parts And Pieces.